# Réflectomètre

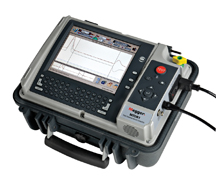
image d'un réflectomètre temporel ou TDR

Un réflectomètre temporel ou TDR (Time Domain Reflectometer en anglais) est un instrument de mesure électronique utilisé pour caractériser et localiser des défauts dans les câbles métalliques (paire torsadée, câble coaxial, etc.) et, dans le domaine optique, les fibres optiques. Il peut également être utilisé pour localiser des discontinuités dans un connecteur, un circuit imprimé (PCB), ou n'importe quel circuit électrique. Il est aussi utilisé pour calculer la vitesse d’un train approchant un passage à niveau pour éviter de le fermer trop longtemps si le train est relativement lent. Le dispositif équivalent pour la fibre optique est un réflectomètre optique temporel.

## Description
Un réflectomètre temporel émet une impulsion à temps de montée très rapide dans le conducteur. Dans le cas d'une ligne adaptée en impédance, l'impulsion transmise sera entièrement absorbée en bout de ligne et aucun signal ne sera réfléchi vers le réflectomètre temporel.
Toute discontinuité d'impédance aura pour conséquence qu'une partie du signal incident sera renvoyé vers la source. C'est similaire au principe du radar.
Une augmentation de l'impédance crée une réflexion qui renforce l'impulsion d'origine tandis qu'une baisse crée une réflexion qui s'oppose à l'impulsion originale.
L'impulsion réfléchie résultante est mesurée sur l'entrée/sortie du réflectomètre temporel et affichée ou tracée comme une fonction du temps et, parce que la vitesse de propagation du signal est relativement constante pour un matériau donné, peut être vue comme une fonction de la longueur du câble.
En raison de cette sensibilité aux variations d'impédance, un réflectomètre temporel peut être utilisé pour vérifier les caractéristiques d'impédance du câble, les emplacements d'épissures et des connecteurs, les pertes associées, et l'estimation de la longueur du câble.

## Explication
Considérons le cas où l'extrémité du câble est en court-circuit (c'est-à-dire qu'il est terminé par une impédance de 0 ohm). Lors de la montée de l'impulsion, la tension au point de lancement « monte » à une valeur donnée instantanément et le battement commence à se propager le long du câble vers le court-circuit. Lorsque l'impulsion atteint le court circuit, aucune énergie n'est absorbée. Au lieu de cela, une impulsion inverse se reflète et retourne du court circuit vers la source. Ce n'est que lorsque cette réflexion adverse a finalement atteint le point de lancement que la tension à ce point de lancement chute brusquement à zéro, signalant le fait qu'il y a un court circuit à la fin du câble. Autrement dit, le TDR n'avait aucune indication qu'il avait un shunt à l'extrémité du câble jusqu'à ce que son impulsion émise ait voyagé le long du câble à peu près à la vitesse de la lumière et que l'écho soit revenu à la même vitesse. C'est seulement après cet aller-retour que le shunt peut être détecté par le TDR (en supposant que l'on connaisse la vitesse de propagation du signal dans ce câble particulier testé, puis de cette façon, la distance au court-circuit peut être mesurée).
Un effet similaire se produit si l'extrémité du câble est un circuit ouvert (achevé par une impédance infinie). Dans ce cas, cependant, la réflexion de l'extrémité est polarisé de manière identique à l'impulsion originale et elle l'augmente au lieu de l'annuler. Alors, après un aller-retour, la tension aux TDR saute brusquement à deux fois la tension appliquée à l'origine.
Notez qu'une terminaison idéale théorique appliquée à l'extrémité du câble absorbe entièrement l'impulsion sans provoquer de réflexion. Dans ce cas, il sera impossible de déterminer la longueur réelle du câble. Heureusement, les terminaisons parfaites sont très rares et une réflexion de taille modeste est presque toujours suscitée.
L'ampleur de la réflexion est appelée « coefficient de réflexion ρ». Ce coefficient est compris entre +1 (circuit ouvert) et -1 (court-circuit). La valeur nulle signifie qu'il n'y a pas de réflexion. Le coefficient de réflexion est calculé comme suit :
où Zo est défini comme étant l'impédance caractéristique du milieu de transmission, et Zt est l'impédance de la terminaison à l'autre bout de la ligne
Toute interruption peut être considérée comme une impédance de terminaison et substituée à Zt. Cela inclut les changements brusques de l'impédance caractéristique. À titre d'exemple, sur un circuit imprimé, une largeur de piste  doublée à sa moitié constituerait une discontinuité. Une part de l'énergie serait réfléchie vers la source, l'énergie restante serait transmise. Ceci est également connu comme un « carrefour de diffusion ».

## Utilisations

### Test de câbles
Les réflectomètres sont utilisés pour tester sur place de très long câbles, lorsqu'il est impossible de creuser ou d'enlever ce qui peut être un câble de longueur kilométrique. Ils sont indispensables pour la maintenance préventive des lignes de télécommunication, car ils peuvent révéler des niveaux de résistance en augmentation sur les connecteurs, par corrosion, perte isolation croissante par dégradation par absorption d'humidité, bien avant que survienne une panne catastrophique. L'utilisation d'un TDR permet de localiser un problème à quelques centimètres près.

Ces traces ont été produites par un réflectomètre à domaine temporel fabriqué à partir d'un équipement de laboratoire commun connecté à environ 30m de câble coaxial ayant une impédance caractéristique de 50 ohms. La vitesse de propagation de ce câble correspond à environ 66 % de la vitesse de la lumière dans le vide.

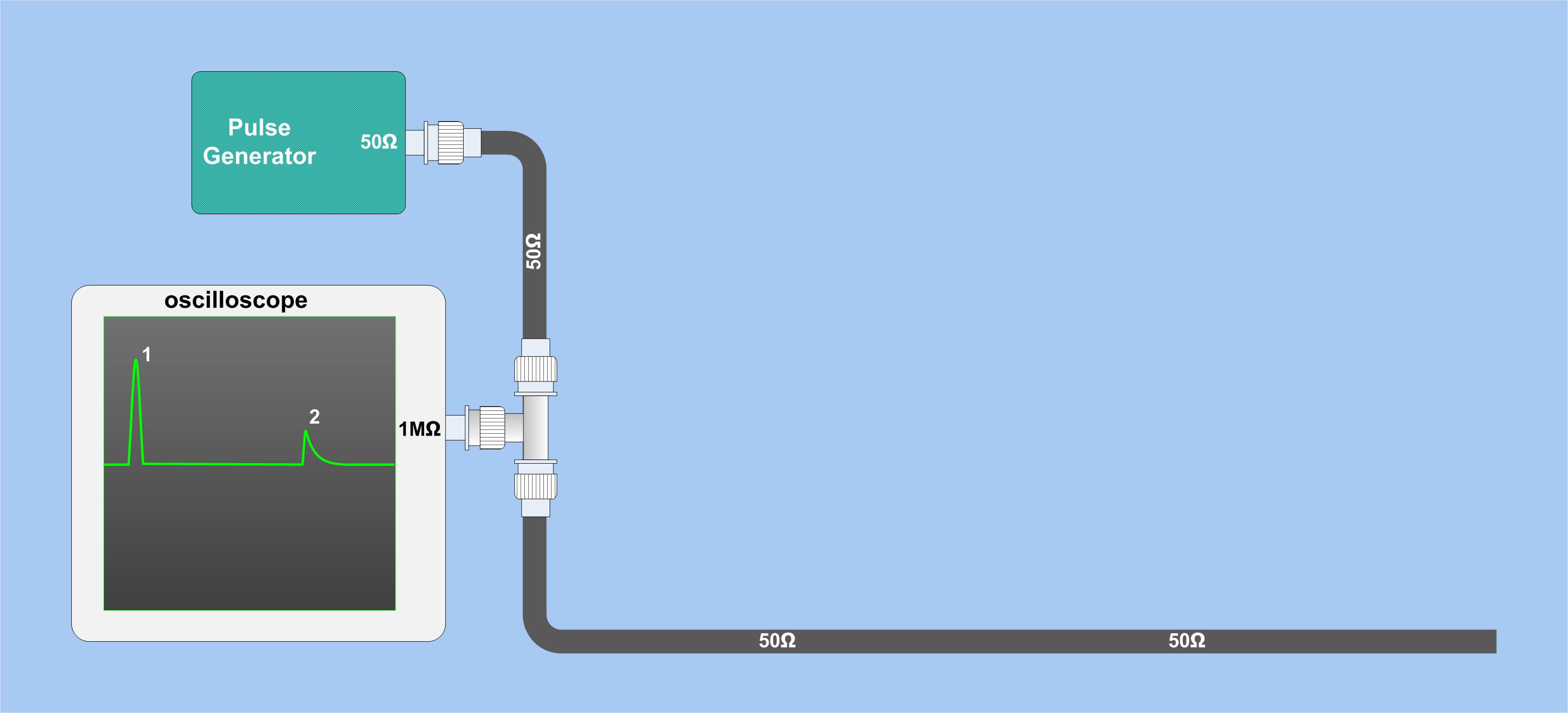
Simple TDR fabriqué à partir de matériel de laboratoire
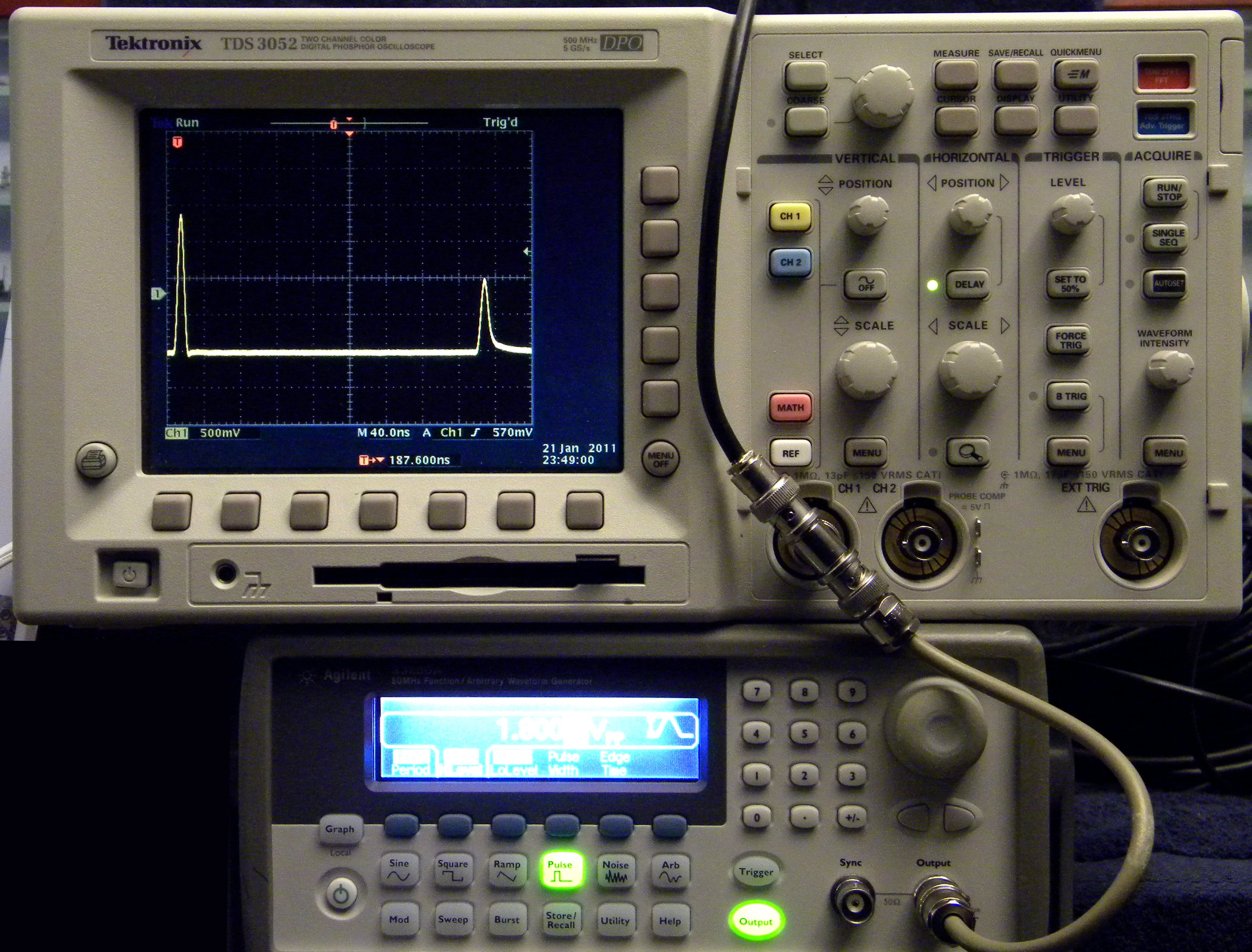
TDR simple fabriqué à partir de matériel de laboratoire
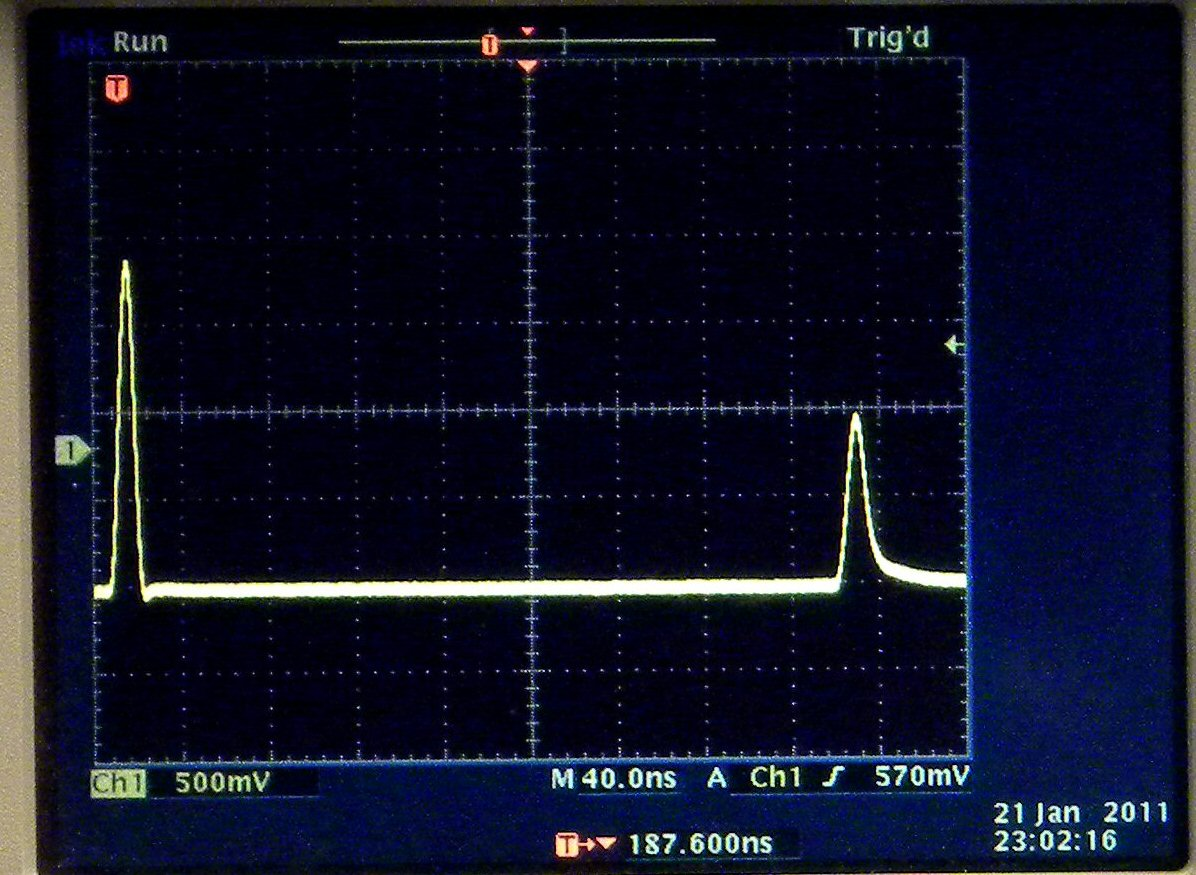
Tracé TDR d'une ligne de transmission avec une terminaison ouverte
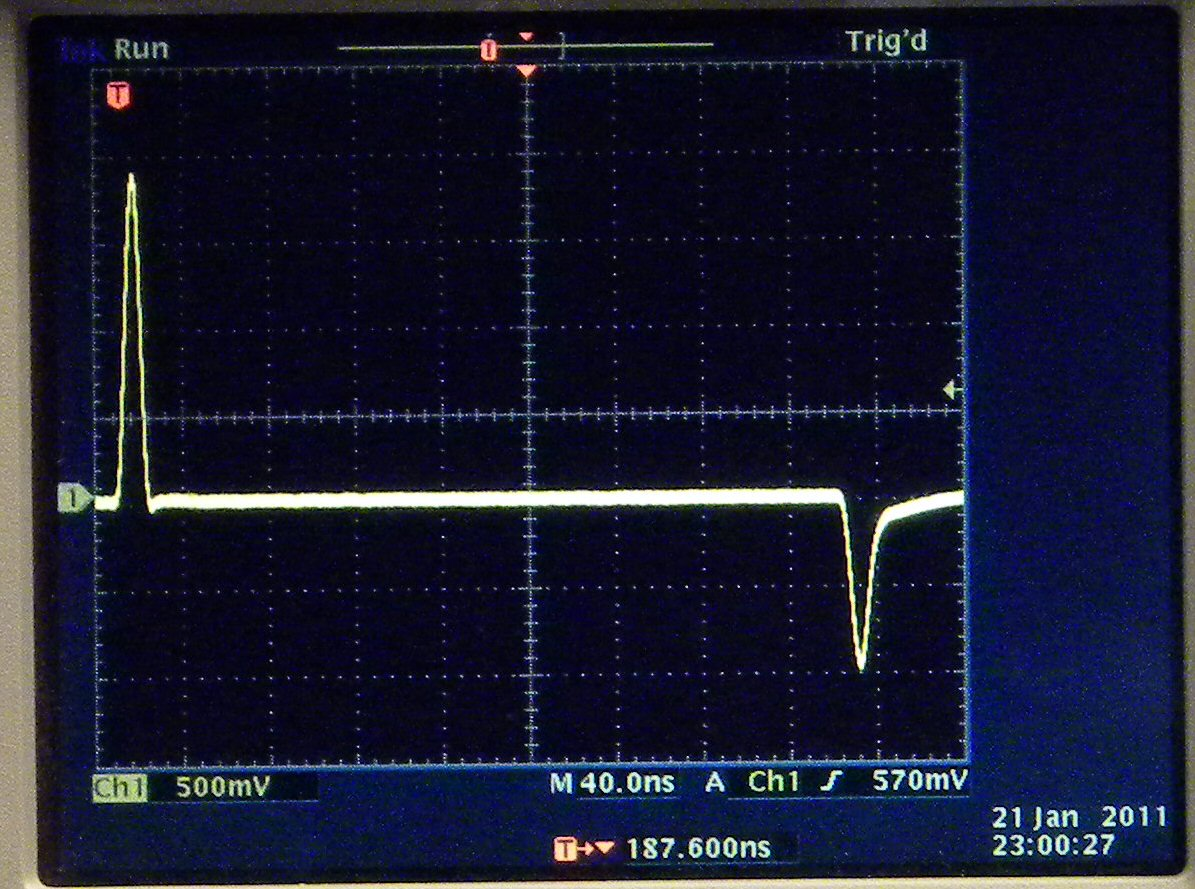
Trace TDR d'une ligne de transmission avec une terminaison en court-circuit
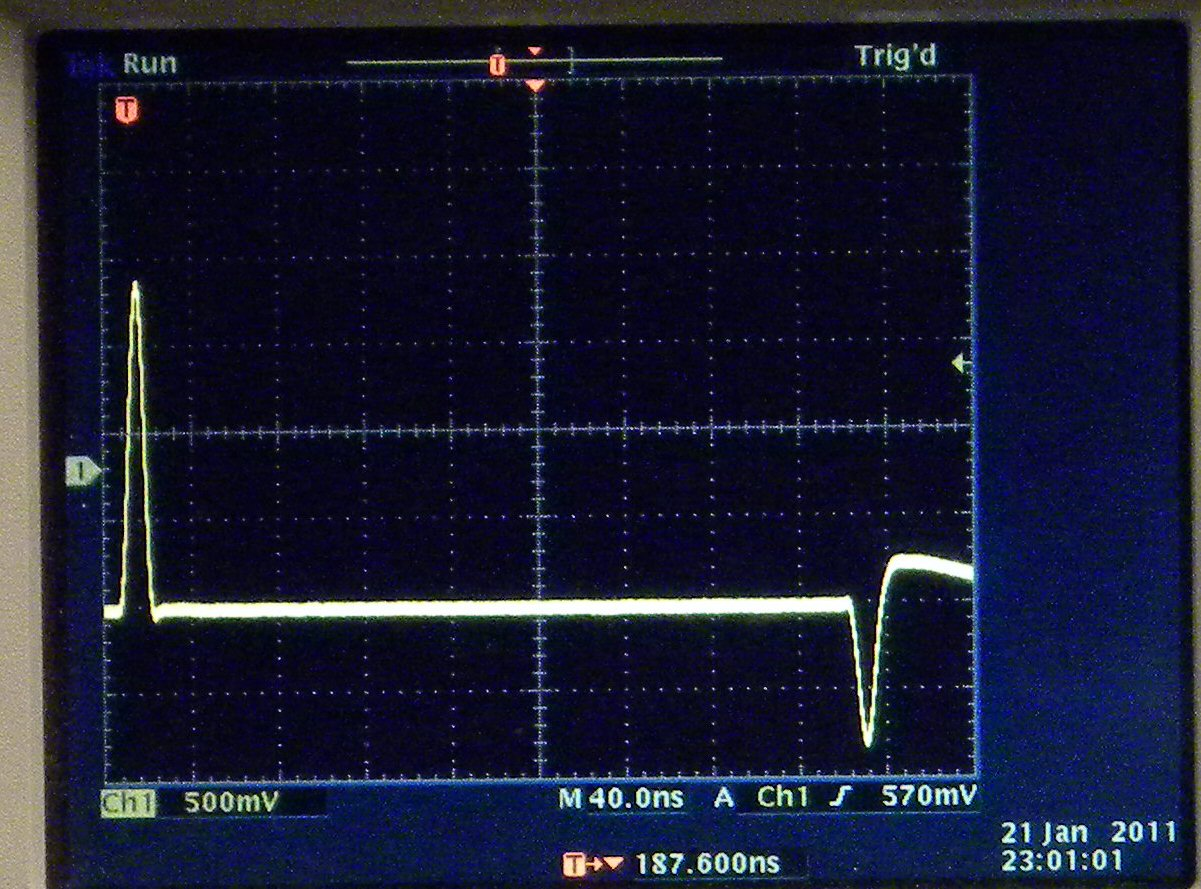
Trace TDR d'une ligne de transmission avec une terminaison de condensateur 1nF
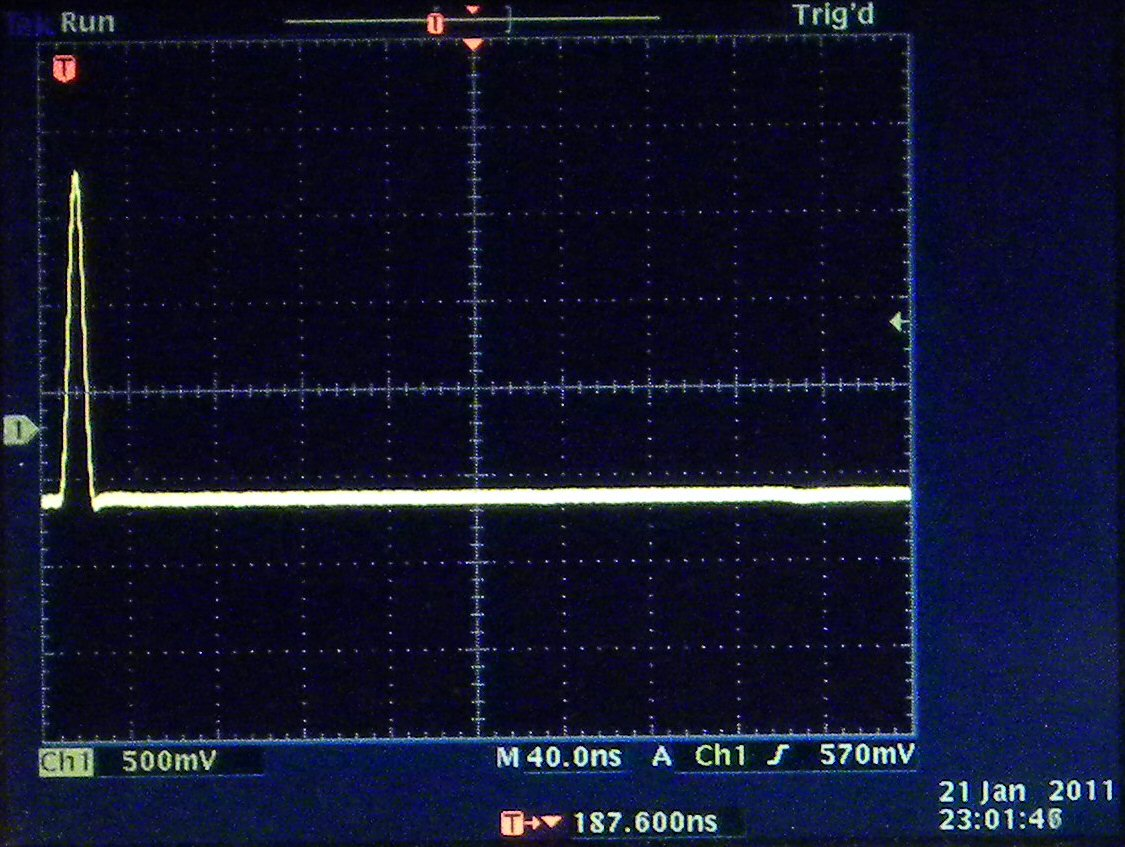
Trace TDR d'une ligne de transmission avec une terminaison presque idéale
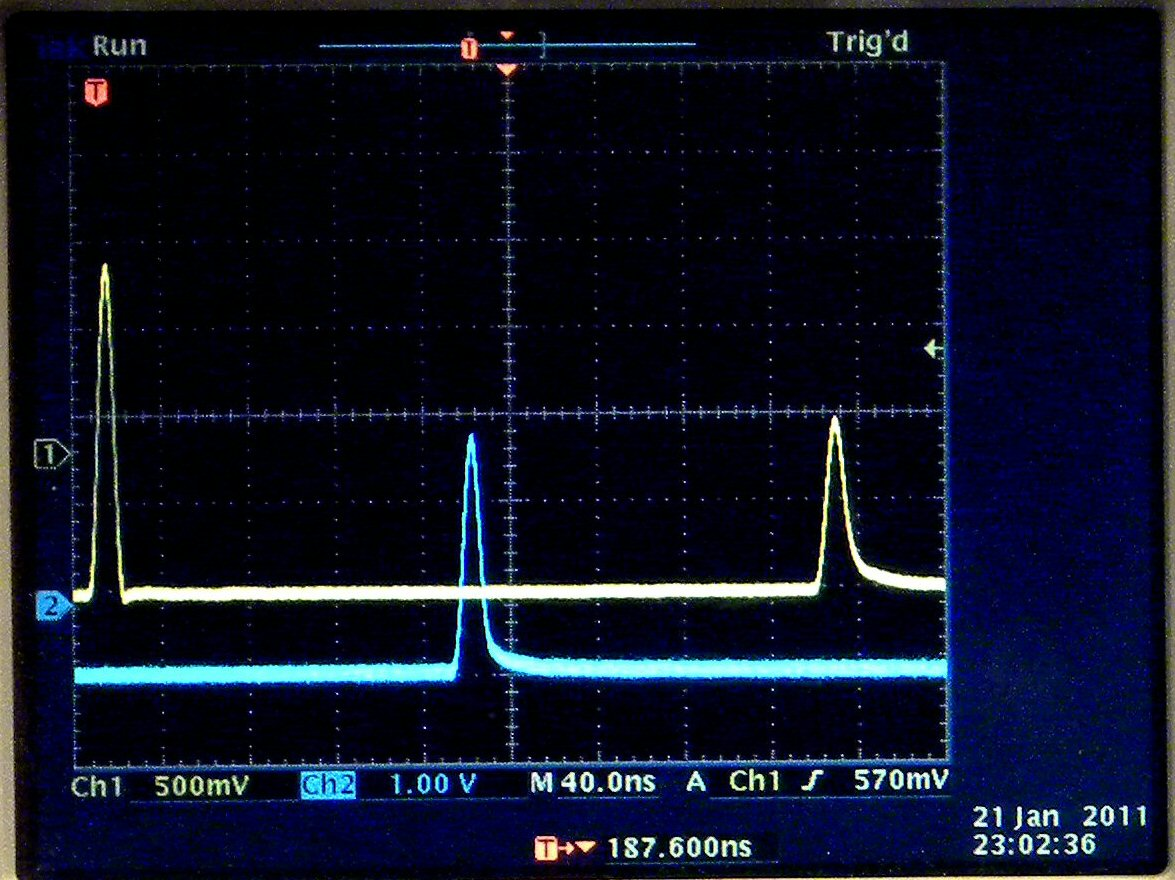
Trace TDR d'une ligne de transmission terminée sur une entrée haute impédance d'un oscilloscope. La trace bleue est l'impulsion vue à l'extrémité. Elle est décalée pour que la ligne de base de chaque canal soit visible.
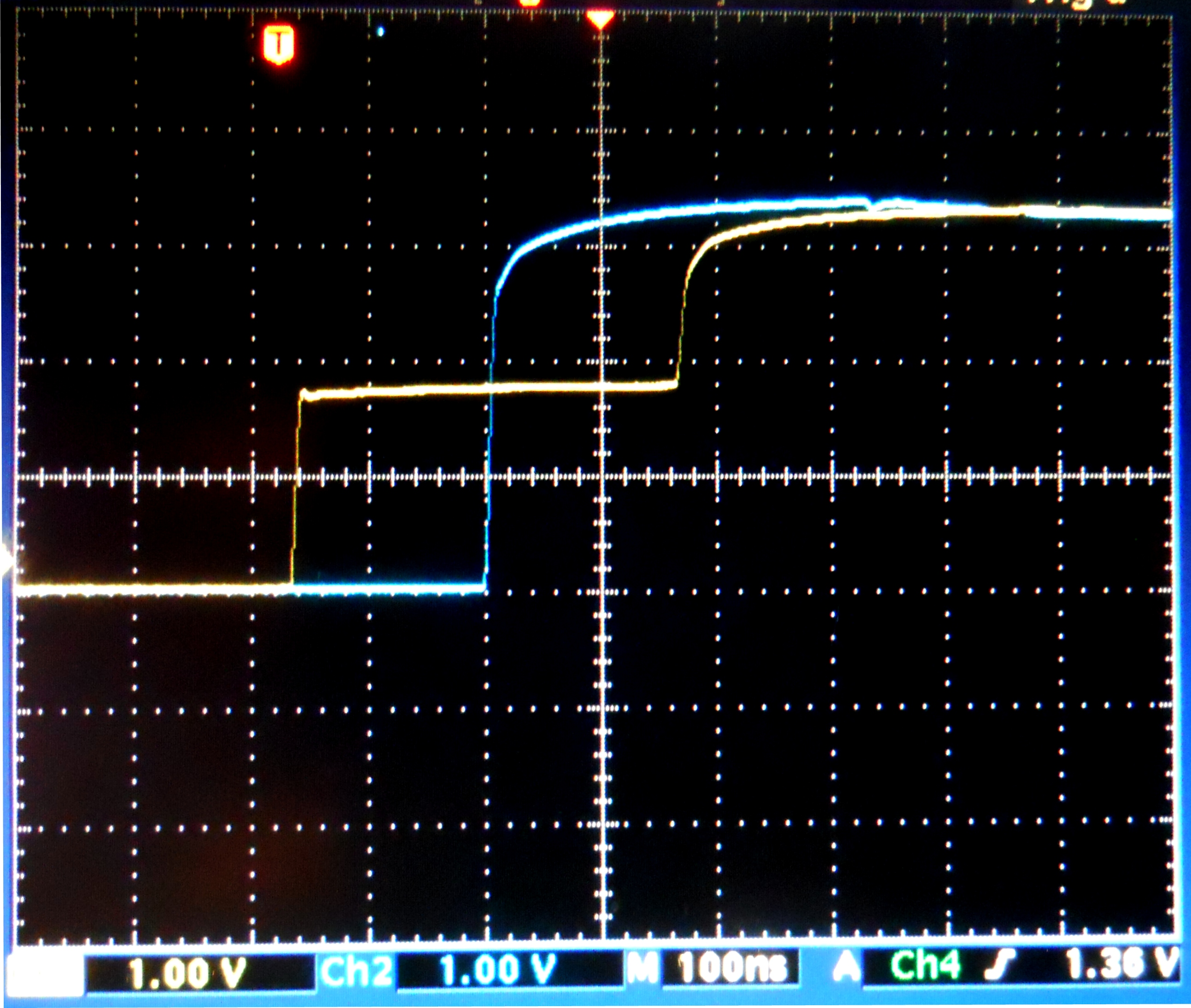
Trace TDR d'une ligne de transmission terminée sur une entrée haute impédance d'oscilloscope pilotée par une entrée en échelon provenant d'une source adaptée. La trace bleue est le signal tel que vu à l'extrémité éloignée.